# Lac Żarnowiec
Pour les articles homonymes, voir Żarnowiec.
Le lac Żarnowiec est situé dans la voïvodie de Poméranie au nord de la Pologne, à proximité de la côte de la mer Baltique.

## Description
Il mesure 7.6 km long sur 2.6 km de large et a une profondeur de 16 m. Il se déverse dans la rivière Piaśnica (en). Il devait être utilisé pour le refroidissement de la Centrale nucléaire de Żarnowiec dont la construction a été abandonnée, et il est à présent utilisé par une centrale hydroélectrique.